# Uit de suiker in de tabak
Uit de suiker in de tabak is een Nederlandstalige roman van de Nederlandse schrijver P.A. Daum, die woonde en werkte in Semarang in Nederlands-Indië (nu Indonesië) toen hij dit werk schreef.
Het verhaal verscheen in 1883-1884 als feuilleton in Het Indisch Vaderland, de Nederlands-Indische krant waarvan Daum zojuist hoofdredacteur geworden was. Daum schreef dit feuilleton onder zijn pseudoniem 'Maurits'. In 1884 werd Uit de suiker in de tabak voor het eerst in boekvorm uitgegeven.

## Verhaal
Het verhaal van 'Uit de suiker in de tabak' speelt zich af in de Nederlands-Indische samenleving van rond 1880 op Java. Een Nederlandse notariszoon heeft zijn studie niet kunnen voltooien en is door zijn vader naar Nederlands-Indië gestuurd om onder aansturing van een aldaar wonende oom zijn geluk te beproeven. Deze oom exploiteert een suikerrietplantage en na een bewogen leerperiode wordt de jonge immigrant zelf suikerplanter. 
Na verloop van tijd stapt hij over op de meer winstgevende tabaksteelt, een product waarvan het grootschalige verbouwen op Java destijds nieuw was. Na een aantal zeer lucratieve jaren stort de tabaksmarkt in en volgt zijn faillissement. 

## Vormgeving
Daum hanteert een nuchtere, heldere en verhalende schrijfstijl, die zich vlot en soepel laat lezen. Daardoor biedt het strak vormgegeven Uit de suiker in de tabak een goed venster op de toenmalige planterswereld van het koloniale Java. Het werk sluit aan op het literaire naturalisme, een realistisch-pessimistische kunstvorm die in de tweede helft van de 19e eeuw vooral door de Franse schrijver Émile Zola is ontwikkeld en die in Nederland belangrijke romans heeft opgeleverd van onder meer Marcellus Emants en Louis Couperus. Vaak ging dit gepaard met een bloemrijke, impressionistische schrijfstijl, maar bij een nuchter auteur als Daum was dat uitdrukkelijk niet het geval. Daarom deelden de invloedrijke Nederlandse schrijvers Menno ter Braak en E. du Perron hem in bij de "schrijvers van het gezond verstand". Ter Braak rekende Uit de suiker in de tabak tot de 40 beste Nederlandse romans.

## Historische achtergronden
In de binnenlanden van het voormalige Nederlands-Indië werd het Nederlandse gezag vrijwel uitsluitend uitgeoefend door de resident. Deze ambtenaar vertegenwoordigde de Gouverneur-Generaal in de hoofdstad Batavia (tegenwoordig Djakarta). Laatstgenoemde vertegenwoordigde op zijn beurt de Nederlandse regering in Den Haag. Voor een ondernemer op het Nederlands-Indisch agrarisch binnenland was een goede relatie met de resident in hoge mate bepalend voor het succes van zijn onderneming. 
In de tweede helft van de 19e eeuw ontstond in Nederland het politieke besef dat Nederlands-Indië niet uitsluitend als wingewest moest worden geëxploiteerd. Dit besef kon de relatie tussen de resident en de lokale ondernemers compliceren, en vormt een element in Uit de suiker in de tabak.